# 海帶湯

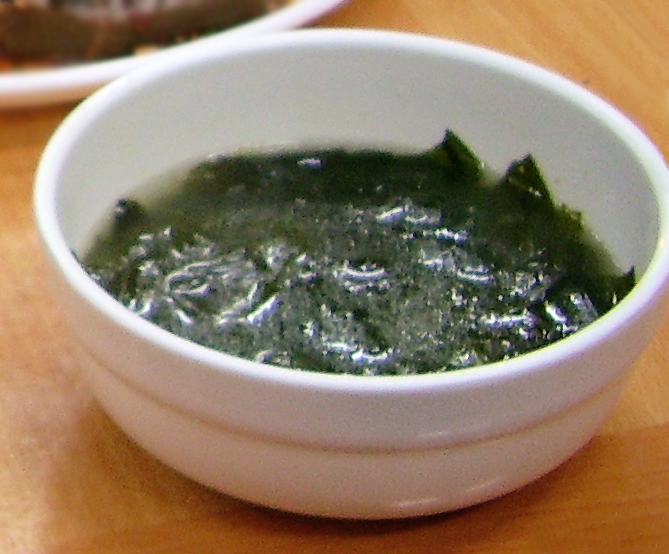
一般的海帶湯

海帶湯是韓國菜中用海帶烹製成的一種湯。用乾燥的海帶浸水10至20分鐘使之回復原來大小，然後加入用麻油炒過的牛肉，再加入水、醬油及其他材料煮沸即成。另一種做法的配料為蜆。
韓國女人在產後都會喝海帶湯，用以滋補和調理身體，因為他們相信海帶有助孕婦去污血，所以產後坐月子會連續三個月喝海帶湯。而為了紀念母親辛苦地生育自己，韓國人在生日當天也會喝海帶湯，並認為喝海帶湯會為新的一年帶來好運。此外，在韓國人的婚宴上和拜神祭祀時都會有海帶湯。因此「海帶湯」是韓國飲食文化中的重要食物之一。